# Bjørnar Elgetun
Bjørnar Elgetun, né le 1er décembre 1971 à Lørenskog, est un patineur de vitesse sur piste courte norvégien.

## Biographie
Aux épreuves de patinage de vitesse sur piste courte aux Jeux olympiques de 1994, il arrive sixième au relais, neuvième au 500 mètres et 11e au 1 000 m.